# Soudní úschova
Soudní úschova (soudní depositum) funguje u českých soudů jako určitý druh soudního nesporného řízení, který zajišťuje splnění závazku, pokud jej nelze splnit obvyklým způsobem (soluční úschova). Obdobně lze využít i úschovu u notáře. Mimo soluční úschovu existuje i tzv. povinná úschova, kam hlavní akcionář skládá dorovnání protiplnění při nuceném výkupu akcií nebo náhradu škody.
Kromě tohoto účelu lze u soudu v rámci jeho jiné činnosti úředně uschovat i věci, které byly zajištěny v souvislosti s trestním nebo jiným řízením, případně peníze a jiné hodnoty, které náleží osobám, u nichž soud dohlíží na správu majetku.

## Soluční úschova
Jestliže dlužník nemůže splnit svůj dluh vůči věřiteli kvůli tomu, že ten je nepřítomen nebo je v prodlení, nebo protože dlužník neví, kdo věřitelem skutečně je anebo jej vůbec nezná, může svůj závazek splnit podle § 1953 občanského zákoníku a § 289-302 zákona o zvláštních řízeních soudních úschovou u místně příslušného okresního soudu. Uschovat lze takto peníze, cenné papíry nebo jiné movité věci. Soud o úschově rozhoduje bez jednání usnesením, ve kterém je určen předmět úschovy, složitel a příjemce, tedy ten, komu má být úschova vydána. Uschování není automatické, jestliže je věc k úschově u soudu nevhodná, např. protože se rychle kazí nebo protože soud k úschově nemá dostatečné prostředky, bude návrh složitele zamítnut. Složiteli je také možno uložit, aby složil přiměřenou zálohu, přinese-li úschova nějaké náklady. Účel úschovy je naplněn okamžikem právní moci usnesení, dlužník tím tedy svůj dluh splnil.
Úschova se především vydá předem určenému příjemci na jeho žádost, složiteli po realizaci úschovy už jen tehdy, pokud s tím bude příjemce souhlasit, nebo pokud předmět úschovy odmítne převzít. Pokud by předmět úschovy žádala jiná osoba, musí s tím souhlasit jak složitel, tak příjemce, případně tato jiná osoba musí získat ve sporném řízení rozsudek, který potřebné souhlasy nahradí.
Pokud úschovu nikdo po 3 roky nechce, soud vydá usnesení, které vyvěsí na svou úřední desku a ve kterém rozhodne, že po uplynutí dalšího 1 roku předmět úschovy připadne státu (kaduční řízení). Jestliže se tak poté stane, zaniknou tím všechna práva jakýchkoli osob k předmětu úschovy.